# اومکار داس مانیکپوری
اومکار داس مانیکپوری (به انگلیسی: Omkar Das Manikpuri) (زاده ۱۹۷۱) بازیگر هندی است.
از فیلم‌هایی که وی در آن نقش داشته است می‌توان به پیپلی زنده، مأموریت رانیگانج و جوان اشاره کرد.